# زال
زال یا دستان از قهرمانان اسطوره‌ای ایرانی است که نامش در شاهنامه رفته است. زال در پارسی به معنای سپیدمو است. وی پسر سام و پدر رستم است. سام از آن که پسرش با موی سپید (آلبینیسم) و در رخسار پری یا دیو به دنیا آمده بود ناخرسند بود. از این رو او را در پای البرز کوه که سیمرغ بر آن آشیان داشت رها کرد. سیمرغ نوزاد را یافت و به آشیانه خود برد و بزرگ کرد. از این پس سیمرغ تا پایان زندگی یاور زال و پسرش رستم است.

## تولد زال
سام بیشتر به آن دلیل نگران بود که اگر بزرگان و سرداران زابلی هنگامی که زال را با سپیدموی مشاهده کنند و از او دلیلش را بپرسند چه جوابی به بزرگان دارد بدهد، بر همین اساس تصمیم گرفت تا کودک را که اهریمن نژاد نامیده بود از خود دور کند تا مورد شماتت قرار نگیرد. اقدام سام بدین صورت نقل شده است:
| چو آیند و پرسند گردنکشان    |  | چه گویم ازین بچّهٔ بد نشان      |
| چه گویم که این بچّهٔ دیو چیست |  | پلنگ دو رنگ است و گر نه پریست |
| ازین ننگ بگذارم ایران‌زمین   |  | نخواهم برین بوم و بر آفرین    |
| بفرمود پس تاش برداشتند      |  | از آن بوم و بر دور بگذاشتند   |
| بجایی که سیمرغ را خانه بود  |  | بدان خانه این خُرد بیگانه بود  |
| نهادند بر کوه و گشتند باز   |  | برآمد برین روزگاری دراز       |

روابط میان ایران و زابل از دوران فریدون و نریمان کم‌وبیش پایدار بود ولی در دوران منوچهر و سام این روابط مستحکم‌تر گشت. منوچهر، پادشاه ایران، وقتی از کار سام آگاه گشت فرزندش نوذر را به زابل فرستاد تا حضورش را به نزد منوچهر به وی ابلاغ نماید. سام وقتی پیام پادشاه را شنید خاکبوس گشت و سریعاً همراه نوذر به نزد منوچهر شتافت. هنگامی که منوچهر بر تخت نشست در طرف راست و چپ او قارن و سام نشستند. سالار، زال را آراسته به زرّین کلاه و زرّین عمود به حضور پادشاه و حضار آورد. همه از جمال و زیبایی زال حیرت‌زده شدند.
منوچهر مشتاق بود از زیر و بم جریان زال و علت طرد و پرورش او توسط سیمرغ را از زبان سام بشنود و سام همه وقایع را بر منوچهر عرضه داشت آنگاه منوچهر از ستاره‌شناسان و موبدان خواست تا آیندهٔ زال را پیش‌بینی نمایند. منجمان از روی علائم، زال را پهلوانی نامدار ابراز داشتند و چون منوچهر این‌گونه شنید خلعتی مناسب زال و اطرافیان تدارک دید. سام بسیار از منوچهر سپاسگزاری نمود و هنگام خروج از پایتخت، ایرانیان از کوی و برزن به بدرقه زابلیان آمده و ایشان تا بیرون شهر بدرقه نمودند. پیش از جدایی سام از منوچهر، شاه ایران فرمانی داد مبنی بر اینکه زال از امروز شاه زابل گشته و سام برای فتح مازندران رهسپار گردد.

### حکمرانی زال درزابلستان
زال به همراه پدر و گردان زابلی که به ایران رفته بودند به زادگاهش برگشت، سام همه سران و بزرگان کشور را جمع نمود و پس از ابلاغ حکم شاه ایران، بدیشان گفت که باید به گرکسار و مازندران لشکرکشی نماید از این‌رو زین‌پس شاه این کشور زال فرزندم خواهد بود و انتظار من اینست همه او را یاری و گوش به فرمان او باشید و بدانید که زال زینهار من است. سپس سام رو به فرزندش زال نمود و گفت به داد و دهش حکم رانی کن و آرام باش و چنان دادن که زابل خان توست و این خان و مان هر چه آبادتر دل دوستداران تو شادتر.
زال آنگاه از سرنوشت خویش پیش سام گلایه کرد که در کودکی بدور از کانون خانواده روزگار سختی گذرانده و اکنون که نیازمند کمک پدر هست نیز باید از او دور باشد. سام گفت هر چه گویی سزاست و هر چه در دل داری بگو که ستاره‌شمار این چنین اختر تو را یافته است و زال چنین گفت.
| کسی کاو ز مادر گنه‌کار زاد |  | من آنم سزد گر بنالم ز داد  |
| ز گل بهرهٔ من بجز خار نیست |  | بدین با جهاندار پیکار نیست |

چون زمان حرکت سپاه سام به گرگساران و مازندران سر رسید زال و سام یکدیگر را برای خداحافظی در آغوش گرفتند آنگاه سام گفت: اینک برگردد و شادمان به جانب درگاه برو حکومت را آغاز کن. دستان‌زال پر اندیشه بسوی دربار بازگشت و اندیشه نمود چگونه حکمرانی نماید تا موفقیت در پی داشته باشد. بر تخت عاج جلوس نمود و فرمان داد تا همه نامداران و موبدان قبایل و طوایف زابلی پیش او آمدند و او را از هر گونه هنر و دانش غنی نمودند بدانگونه که در علم و دانش به جایی رسید که همتایی در جهان کس ندید. اینک گردش فلک بعد ناملایمات بسیار مهرش را بروی زال و سام به زیبایی گسترانیده بود.

## ازدواج زال
زال از معدود حکمرانان شاهنامه است که از دوران نوجوانی و پیش از ازدواج به حاکمیت رسید و اینک زال علاوه بر حکومت، جوانی تنومند و پهلوانی است که با گردان خویش هرازگاهی برای شکار یا اخذ باج و ساو به سرزمین‌های مجاور سرک می‌کشد. سرزمین‌های هندوان، کابل، دنبر، مرغ، مای کشورهایی هستند که زال بر آن‌ها تسلط دارد و ممکن است اراضی مزبور در زمان سام مفتوح گشته باشند اما آنچه مسلم است نباید این کشورها از یکدیگر و از زابل دور بوده باشند، سران همهٔ کشورهای فوق هر ساله باج و خراج سالانه‌شان را به زابل می‌پرداختند و احتمال اینکه سکنهٔ این کشورها از قوم زابلی باشند بسیار محتمل است.
زال و جنگجویان هم‌کیش او در یکی از همین دوره‌گردی‌های همراه با شکار و تفرّج از زابل به نزدیک مرزهای کشور کابل که هر ساله باج و ساوش را به سام می‌پرداخت رسید. بر کابل شخصی مهراب نام از نژاد ضحاک‌تازی حکومت داشت که یلی بود خوش‌تیپ و نیرومند اما بت‌پرست. مجلس بزم و سوری از جانب زال ترتیب یافت و در آن مجلس مهراب که از زال سپیدمو خوش‌اش آمده بود او را به خوان خویش دعوت نمود. اما زال به سبب تفاوت آئینی و ترس از پدرش سام این دعوت را نپذیرفت. مهراب بروی خود نیاورد و در ظاهر او را ستود اما در دل زال را ناپاکدین خواند. چون مهراب مجلس را ترک نمود، زال خبر یافت که در پس پردهٔ او یکی دختر است بسیار مشهور بنام رودابه.
| پس پردهٔ او یکی دخترست        |  | که رویش ز خورشید روشن‌ترست       |
| ز سر تا به پایش به کردار عاج |  | به رخ چون بهشت و به بالا چو ساج |

زال که ندیده عاشق رودابه گشته بود لحظه‌ای از اندیشه او فارغ نشد. روز بعد مهراب بدیدار همسر و دختر خود، سیندخت و رودابه، به شبستان شد و آنان را مزین به زیورآلات مجلل یافت. سیندخت از مهراب پرسید زال چگونه مردی است؟ مهراب پاسخ داد کسی در جهان هماورد او نیست، دل شیر دارد و زور فیل، چون بر گاه نشیند دُر فشاند و چون در جنگ باشد سر فشاند. تخت و بخت‌اش جوان، تنها عیب‌اش همان سفیدی موی سر اوست.
رودابه که سخنان را می‌شنید دلباخته زال گشت، اما جز به ندیمان و دایگان خویش این سرّ نزد کسی فاش نکرد. نخست ندیمان به رودابه اظهار نمودند که تو تاج سر دختران جهانی به هر گوشه‌ای از شهر چهره تو منقوش است، میان بتان چون صورت تو رخساره نیست، همه دلبستهٔ مهر تو اند چرا می‌خواهی همتای یک مرد پیرسر گردی. از این سخنان رودابه برآشفت و ندیمان را نهیب زد. سریعاً همه ندیمان رأی رودابه را فهمیدند و گفتند ما همه بنده‌ایم، هر چه فرمان دهی همان کنیم. رودابه از این سخنان شاد گشت. یکی از ندیمان گفت در این کار باید جادوی کنم به سحر و فسون مانند مرغی پیش زال شوم تا مگر شاه را نزد بانو آورم. از این سخنان رودابه خندان گشت با چهره‌ای مُعصفر رو به ایشان گفت:
| لب سرخ رودابه پر خنده کرد     |  | رخان معصفر سوی بنده کرد |
| که این گفته را گر شوی کار بند |  | درختی برومند کاری بلند  |
| که هر روز یاقوت بار آورد      |  | برش تازیان بر کنار آورد |

### رفتن کنیزکان رودابه بدیدن زال‌زر
نوروز، اوّل ماه فروردین پنج‌تن از ندیمه‌های رودابه تن را به عطر و بوی گل‌ها پیراسته از لب رودبار دسته‌گل‌های بهاری چیده شاد و خندان رو بجانب اردوی زال نهادند. زال از دور بر تخت نشسته ایشان را دید از خادمان پرسید این گل‌پرستان کیانند. گوینده گفت ایشان از پرستندگان (ندیمان) رودابه هستند از کاخ کابل می‌آیند. زال پیاده به استقبال آنان رفت نزد ایشان که رسید از کهتر خویش، ترک گلرخ نام (ریدک) و نوجوان تیر و کمان خواست تا مرغی را در آنسوی رود شکار کند. گلرخ تیر بر زه نهاد و به زال داد و زال تیر را رها کرد و خشیشار از پرواز بازماند و در آب افتاد، آنگاه به گلرخ گفت که با قایق آنسوی رود رَوَد شکار را بیاورد.
کنیزکان رودابه از فرصت استفاده نموده به گلرخ نزدیک شدند تا اطلاعات مفصل از این تیرانداز به‌دست آورند، یکی پرسید این پهلوان پیلتن را نام چیست و شاه کدام کشور و انجمن است که این‌گونه در تیر انداختن مهارت دارد. گلرخ گفت زینگونه از این شاه یاد مکن که او شه نیمروز است و فرزند سام، او را شاهان دستان خوانند. پرستندهٔ دیگری گفت چه‌گویی ماهی که در کاخ مهراب هست که از شاه تو برتر است، پرستندگان دیگر وصف و جمال رودابه را نزد گلرخ بیان کردند به امید آنکه زال را به رودابه نزدیک نمایند. گلرخ در جواب گفت که خوب است جفت ماه، مِهر رخشان باشد. آنگاه سخن از اوصاف مردان، شریک زندگی، تولید نسل به میان آمد. گلرخ از پرستندگان جدا گشت با صیدش نزد زال آمد و زال پرسید چه گفتند که اینطور خندان و سیم دندان گشته‌ای؟
گلرخ (ریدک) شنیده‌ها را بازگفت دل پهلوان شاد گشت و به او گفت برو به پرستندگان رودابه بگو از گلستان خارج نشوند تا هدیه به آنان اهداء گردد. زال زر و دینار و پنج البسه زربفت به ایشان هدیه داد و توصیه کرد تا به کاخ مهراب بر می‌گردند پیام ایشان را به رودابه برسانند. ندیمه‌ها با هدیه پیش رودابه بازگشتند زر و گوهر به همراه پیام زال را برای رودابه بازگفتند. عقیدهٔ ندیمه‌ها این بود که مأموریت‌شان را به نحو احسن به انجام رسانده‌اند و اینک شیر در دام افتاده است.
زال به امید وصال به گلستان خویش خرامید تا استراحت نماید. بتان طراز به پیشواز آمدند نمازش بردند و زال از وجنات رودابه از ایشان پرسید و پیمان گرفت هیچگاه هیچ‌کدام دروغ نگویند و اگر دروغ گویند زیری پای فیلان انداخته خواهند شد. نخست لاله‌رخ پیش زال زمین را بوسه داد و گفت که کس در جهان نظیر او نخواهد زاد، رودابه سروی سر تا پا گل است سهیل یمن است. زال به او گفت اینک چاره چیست راه نزدیک شدن کدام است که همهٔ آرزوی من دیدن چهر رودابه است. پرستنده گفت اگر فرمان دهی شما را تا کاخ رودابه رهنمون خواهیم گشت و از اراده شما نزد او خواهیم گفت تا سر مشک‌بوی‌اش را بدام آوریم.
| سر مشک‌بویش به دام آوریم  |  | لب‌اش زی لب پور سام آوریم   |
| خرامد مگر پهلوان با کمند |  | به نزدیک دیوار کاخ بلند    |
| کند حلقه در گردن کنگره   |  | شود شیر شاد از شکار بره    |
| برفتند خوبان و برگشت زال |  | دلش گشت با کام و شادی همال |

#### رفتن زال به کاخ رودابه

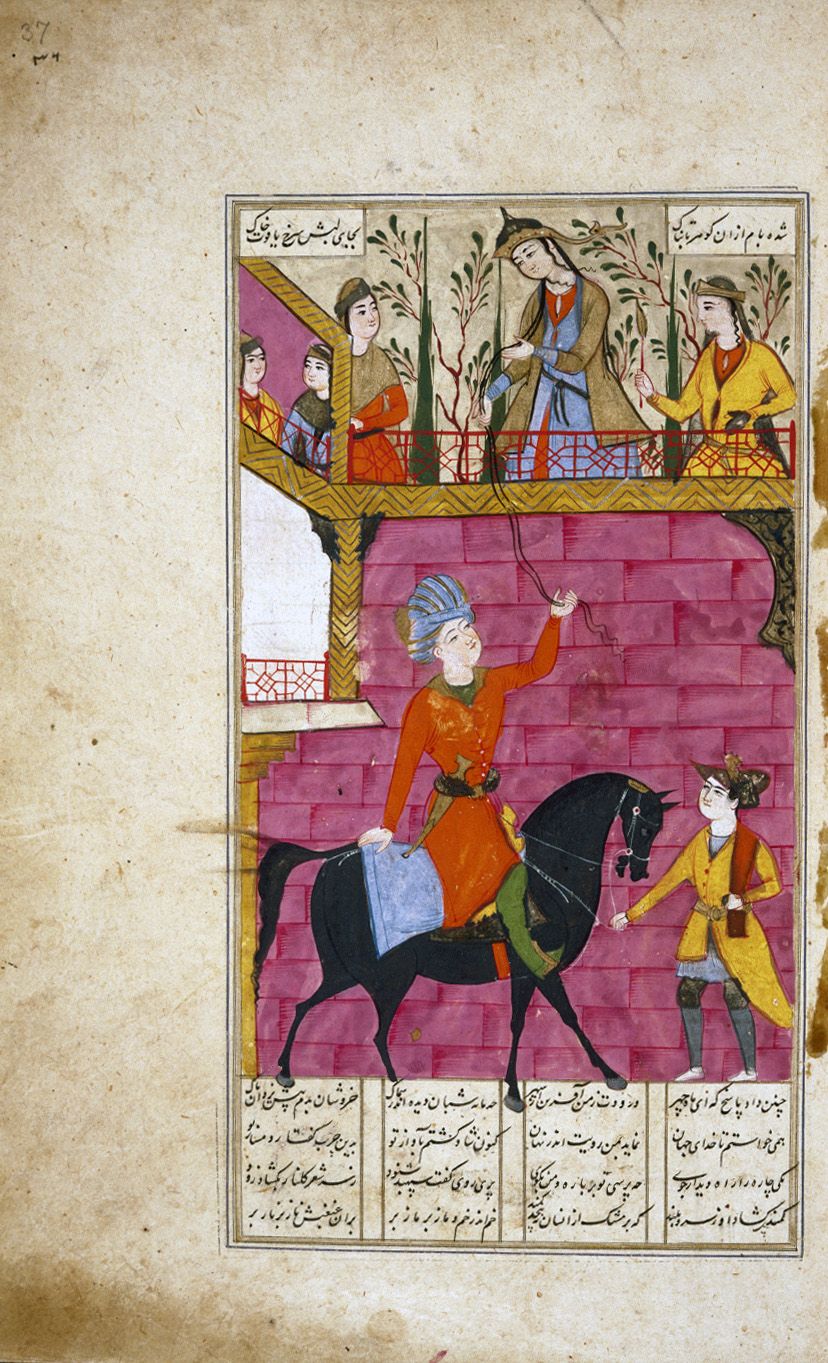
رودابه از گیسوی خویش کمند می‌سازد

پرستندگان خوشحال به کاخ بازگشتند امّا دربان خشمگین بر آن‌ها تشر زد که چرا بیموقع به بیرون رفتند مگر نمی‌دانند که شاه زابل در دشت کابل اردو زده است و اگر چنین گل بدستان ببینند پست‌شان خواهند کرد. پرستندگان بهانه آوردند که فصل بهار است برای چیدن گل برای رودابه بدشت رفتند، آنگاه داخل شدند؛ نزد رودابه شتافتند تا شوق دیدار زال را به او بدهند و دیگر سخن از سهی‌قد، زیبا رخ و پهلوانی زال بسیار گفتند و رودابه با مزاح به آن‌ها گفت که دگرگونه از یک مرغ پرودهٔ پیر سر سخن می‌رانید سپس خنده‌زنان به آرایش کاخ پرداختند که عطر بوی آن تا دشت‌ها می‌پیچید.
شب هنگام که تاریکی بر همه جا سایه گسترد پرستنده‌ای بسوی زال بیرون جست پیش زال آمد تا او را تا به کاخ رهنمون باشد، چون زال به دیوار قصر نزدیک شد سیه‌چشم رودابه را دید و رودابه گیسوان خود را کمند ساخت تا معشوق بالا رود ولی زال کمندی بر کنگره دژ انداخت و از آن بالا آمد رودابه را از نزدیک دید و بر آن زیبایی یزدان را ستایش نمود و نمازش برد سپس هر دو مستانه دست در دست یکدیگر داخل اتاق زرنگار شدند.
| همی بود بوس و کنار و نبید |  | مگر شیر کاو گور را نشکرید |

در امتداد بوس و کنار، زال رو به رودابه کرد و گفت اگر از این وصلت منوچهر آگاه گردد راضی نخواهد شد و سام نیز خشمگین خواهد گشت امّا تا پای جان در این راه خواهم ایستاد. رودابه در جواب گفت به حکم داور و کیش خویش جز زال کسی بر من پادشاه نخواهد بود. مهرورزی تا سپیدهٔ سحر ادامه داشت تا اینکه صدای تبیره (طبل) از پرده‌سرا برآمد و زال (شید) رودابه را بدرود کرد از بالای کاخ فرود آمد به چادر خویش در دشت کابل رفت.

## وعده موبدان به تولد رستم
عرف اجتماعی ایرانیان در دوره مزبور چنین بود که مشکلات زندگی را با طبقه مغان (موبدان و ردان) در میان می‌گذاشتند و از ایشان راه چاره می‌خواستند، زال در امر وصلت با دختری از نسل ضحاک دچار اشکال شرعی و هم سیاسی بود به همین خاطر موضوع را با موبدان مطرح نمود ولی انتظار داشت موبدان خلاف خواستهٔ او نظر ندهند و در صدد چاره‌ای باشند تا ازدواج صورت پذیرد. عقیدهٔ زابلیان تفاوت ماهوی با عقاید ایرانیان داشت اما به سبب شرایط ویژه مجبور بودند از آئین ایرانیان پیروی و اصول آن را مراعات نمایند.
زال پیش از نظر موبدان، نامه‌ای هم به پدرش سام نوشت و صراحتاً موضوع وصلت با دختر مهراب را مطرح نمود و در نامه اشاره نمود امکان برگشت وجود ندارد جز با مرگ وی. سام پس از رؤیت نامه میان دو راه مردد شد رأی منوچهر یا رأی فرزند را انتخاب نماید تا قضیه راحت‌تر فیصله یابد. بدین منظور او نیز با موبدان مشورت نمود و ایشان پس از رصد ستارگان در روشنایی روز فرمودند نگران از این وصلت نباشد چون مولودی خواهد آمد پناه کشور و مردم خواهد بود. سام از بابت این پیشگویی بسیار خوشحال گشت و با هزار اسیر گرگسار و مازندرانی به شهرایران شتافت تا منوچهر را که هنوز از ماجرا خبر نداشت راضی به وصلت نماید.
چون سام به نزد منوچهر رسید پیشتر از فتح گرگساران و مازندران و دلیری‌های او سخن رفت و منوچهر بسیار شاد و خشنود بساط جشن و سور به افتخار سام را مهیا کرد. فردای آن شب وقتی بارگاه منوچهر گشوده شد سپهدار سام نزد شاه شد و منوچهر به او گفت باید به هندوستان شوی و دود از کاخ مهراب برآوری و همه خویش و پیوند ضحاک را از دم تیغ بگذرانی. سام به جنگ مهراب شتافت و خیمه جنگ را در دشت کابل برافراشت، امّا زال را که خبر شد گفت سام مگر نخست از روی نعش من بگذرد تا کابل را آتش زند. سام در فشار مضاعف قرار گرفت از یک طرف فرمان منوچهر و از سوی دیگر سرسختی فرزندش زال.
وقتی که زال بر اردوی سام رسید همه او را به رأی پدر ترغیب کردند اما زال همچنان استوار بر اراده‌اش بود که با سام بجنگد. سام چاره را در آن دید موضوع را با نامه‌ای که حاملش زال باشد منوچهر را از وضع پیش آمده مطلع گرداند. سام تمام فداکاری‌های گذشته و خدمات بی‌نظیرش در طول عمرش در نامه گوشزد کرد و گفت که زال مصمم است مقاومت نماید اگر راهی معقول‌تر است شاه بزرگ راه معقول را برگزیند. نامه به زال سپرده شده و زال شتابان به سوی آمل راهی شد. منوچهر پس از مشاورهٔ موبدان و اینکه ثمرهٔ وصلت پهلوانی خواهد بود پشت و پناه ایران، با امر وصلت موافقت نمود و پیام سریعاً به سام و مهراب و سیندخت رسید شادی و شور شهر کابل و اردوگاه سام را فرا گرفت و بدین گونه از ازدواج زال و رودابه رستم چشم به جهان گشود.

## زال و سیمرغ

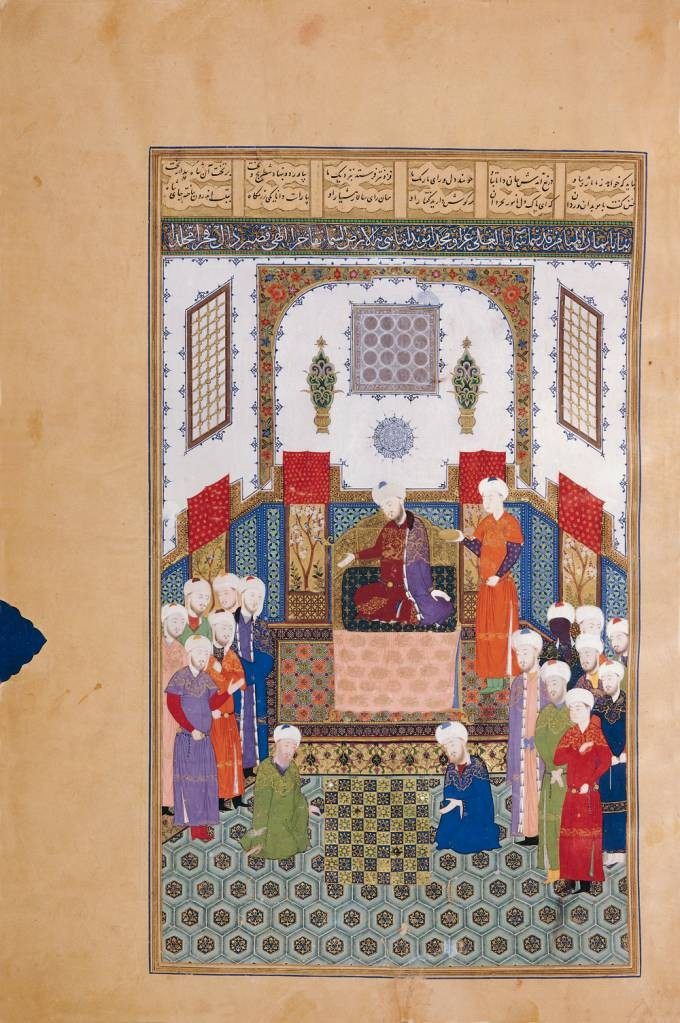
صفحه‌ای از شاهنامهٔ بایسنقری (۸۰۹ خورشیدی)

به روایت شاهنامهٔ فردوسی، سیمرغ چند پر از پرهای خود را به زال داده بود تا هنگام نیاز آنها را آتش بزند و به کمک او بشتابد. سیمرغ دو بار به یاری زال و رستم می‌آید. نخست وقتی که رودابه به دلیل بزرگی جثهٔ نوزاد نمی‌توانست فارغ شود. در این هنگام سیمرغ نزد زال می‌آید و به او می‌آموزد که چگونه نوزاد را از پهلوی مادر بزایانند. بار دوم در داستان نبرد رستم و اسفندیار به یاری رستم آمده و ترفند نابودکردن اسفندیار را به رستم می‌آموزد.
«زال» بر وزن سال، پیر و فرتوت و سفیدموی باشد، و چون او «سفیدموی» به دنیا آمد او را به این نام خوانند. ریشهٔ این نام در اوستا zar (پیر شدن)، در هندی باستان Jāra-Jar (پیر شدن) است. کلمهٔ «زر» در فارسی لغتی است هم‌وزن «زال»، که «ر» به «ل» بدل شده. زال یعنی مانند پیران سپیدموی بودن.

## بازگشت زال
سام پس از مراجعت پسرش زال، به جبران اشتباهات گذشته پرداخت؛ و منوچهر نیز ملاحظات لازم را در حق پسرک جوان مبذول داشت. وقتی سام در جنگ مازندران از دنیا رفت، فرمانروایی سام به درخواست بزرگان به زال سپرده شد.

## سرانجام زال
بعد از آنکه بهمن زابل را فتح می‌کند و فرامرز را می‌کشد زال را به اسارت گرفته و او را در غاری در البرز کوه زندانی می‌نماید در نسخه اصلی شاهنامه از سرنوشت زال پس از اسارت در غار البرز کوه سخنی بمیان نیامده است امّا در ملحقات شاهنامه آمده است که زال به جادوی جادوگری که بهمن را یاری می‌کرده است قرن‌ها در همان غار در غل و زنجیر تا سرانجام در سال‌های نه چندان دور از دنیا می‌رود.

## تبارنامه
|  |  |  |  |  |  |  |  |  |  |      |      |      |      |      |      |  |  |      |      |      |      |      |      | ضحاک        |             |             |             |             |             |  |  |  |  |        |        |        |        |        |        |  |  |
|  |  |  |  |  |  |  |  |  |  |      |      |      |      |      |      |  |  |      |      |      |      |      |      |             |             |             |             |             |             |  |  |  |  |        |        |        |        |        |        |  |  |
|  |  |  |  |  |  |  |  |  |  | سام  | سام  | سام  | سام  | سام  | سام  |  |  |      |      |      |      |      |      | مهراب کابلی | مهراب کابلی | مهراب کابلی | مهراب کابلی | مهراب کابلی | مهراب کابلی |  |  |  |  | سیندخت | سیندخت | سیندخت | سیندخت | سیندخت | سیندخت |  |  |
|  |  |  |  |  |  |  |  |  |  | سام  | سام  | سام  | سام  | سام  | سام  |  |  |      |      |      |      |      |      | مهراب کابلی | مهراب کابلی | مهراب کابلی | مهراب کابلی | مهراب کابلی | مهراب کابلی |  |  |  |  | سیندخت | سیندخت | سیندخت | سیندخت | سیندخت | سیندخت |  |  |
|  |  |  |  |  |  |  |  |  |  |      |      |      |      |      |      |  |  |      |      |      |      |      |      |             |             |             |             |             |             |  |  |  |  |        |        |        |        |        |        |  |  |
|  |  |  |  |  |  |  |  |  |  | زال  | زال  | زال  | زال  | زال  | زال  |  |  |      |      |      |      |      |      | رودابه      | رودابه      | رودابه      | رودابه      | رودابه      | رودابه      |  |  |  |  |        |        |        |        |        |        |  |  |
|  |  |  |  |  |  |  |  |  |  | زال  | زال  | زال  | زال  | زال  | زال  |  |  |      |      |      |      |      |      | رودابه      | رودابه      | رودابه      | رودابه      | رودابه      | رودابه      |  |  |  |  |        |        |        |        |        |        |  |  |
|  |  |  |  |  |  |  |  |  |  |      |      |      |      |      |      |  |  |      |      |      |      |      |      |             |             |             |             |             |             |  |  |  |  |        |        |        |        |        |        |  |  |
|  |  |  |  |  |  |  |  |  |  | شغاد | شغاد | شغاد | شغاد | شغاد | شغاد |  |  | رستم | رستم | رستم | رستم | رستم | رستم |             |             |             |             |             |             |  |  |  |  |        |        |        |        |        |        |  |  |